# Haardtrand - Am Heidelberg
Das Naturschutzgebiet Haardtrand - Am Heidelberg liegt auf dem Gebiet der kreisfreien Stadt Neustadt an der Weinstraße in Rheinland-Pfalz. Das 20,11 ha große Gebiet, das mit Verordnung vom 21. April 1992 unter Naturschutz gestellt wurde, erstreckt sich am westlichen Ortsrand von Hambach an der Weinstraße, einem Ortsteil von Neustadt an der Weinstraße. Unweit östlich verläuft die Landesstraße L 512. Das Gebiet umfasst Rebflächen, Obstgrundstücke, Gebüsch- und Saumbiotope, Wald- und Waldrandflächen, Trockenmauern und Weinbergsterrassen.